# 부구초등학교 삼당분교
부구초등학교 삼당분교는 대한민국 경상북도 울진군에 있는 공립 초등학교이다.

## 학교 연혁
- 1934년 6월 1일: 부구공립보통학교 부설 삼당간이학교 개교
- 1942년 1월 29일: 소곡국민학교로 편입
- 1944년 4월 30일: 삼당국민학교 승격
- 1986년 3월 1일: 병설유치원 개원
- 1996년 3월 1일: 삼당초등학교로 개칭
- 1998년 2월 20일: 제59회 졸업식(1538명)
- 1998년 3월 1일: 부구초등학교로 편입

## 참고 자료
- 부구초등학교삼당분교장 - 한국교육학술정보원 학교알리미